# O jeden most za daleko (album)
O jeden most za daleko – czwarty album studyjny polskiego zespołu muzycznego Nocny Kochanek. Wydawnictwo ukazało się 23 września 2022 wydaniem własnym.
Album jest utrzymany w stylu muzyki heavy metal. Składa się z wersji standardowej (1 CD), limitowanej (1 CD) i autografy) i płyty analogowej (1 LP).
Płyta zadebiutowała na 1. miejscu polskiej listy sprzedaży – OLiS. Wydawnictwo uzyskało status złotej płyty, przekraczając liczbę 15 tysięcy sprzedanych kopii.
Promocję O jeden most za daleko rozpoczęto w lutym 2022, wraz z premierą pierwszego promującego singla – „Cudzesy”. 26 kwietnia wydany został drugi utwór, „Wampir”. Następnym singlem została piosenka „O jeden most za daleko”. 20 września 2022 została wydana piosenka – „Numer z banjo”.

## Lista utworów
Opracowano na podstawie materiału źródłowego.
| O jeden most za daleko – Wersja standardowa | O jeden most za daleko – Wersja standardowa | O jeden most za daleko – Wersja standardowa | O jeden most za daleko – Wersja standardowa                 | O jeden most za daleko – Wersja standardowa |
| Nr                                          | Tytuł utworu                                | Słowa                                       | Muzyka                                                      | Długość                                     |
| ------------------------------------------- | ------------------------------------------- | ------------------------------------------- | ----------------------------------------------------------- | ------------------------------------------- |
| 1.                                          | „Otwieracz”                                 | Krzysztof Sokołowski                        | Krzysztof Sokołowski, Robert Kazanowski                     | 5:33                                        |
| 2.                                          | „Cudzesy”                                   | Krzysztof Sokołowski                        | Krzysztof Sokołowski, Arkadiusz Majstrak, Artur Pochwała    | 3:34                                        |
| 3.                                          | „Pornolistonosz”                            | Krzysztof Sokołowski                        | Krzysztof Sokołowski, Robert Kazanowski                     | 3:55                                        |
| 4.                                          | „O jeden most za daleko”                    | Krzysztof Sokołowski, Arkadiusz Majstrak    | Krzysztof Sokołowski, Arkadiusz Majstrak                    | 3:47                                        |
| 5.                                          | „Ranny ptaszek”                             | Krzysztof Sokołowski                        | Krzysztof Sokołowski, Robert Kazanowski                     | 2:45                                        |
| 6.                                          | „Romantyczny książę metalu”                 | Krzysztof Sokołowski                        | Krzysztof Sokołowski, Arkadiusz Majstrak                    | 4:47                                        |
| 7.                                          | „Numer z banjo”                             | Krzysztof Sokołowski, Arkadiusz Majstrak    | Krzysztof Sokołowski, Arkadiusz Majstrak, Robert Kazanowski | 3:51                                        |
| 8.                                          | „Serce za szkłem”                           | Krzysztof Sokołowski, Arkadiusz Majstrak    | Krzysztof Sokołowski, Robert Kazanowski                     | 4:19                                        |
| 9.                                          | „Wampir”                                    | Arkadiusz Majstrak                          | Arkadiusz Majstrak, Robert Kazanowski, Krzysztof Sokołowski | 4:23                                        |
| 10.                                         | „Alkoman”                                   | Krzysztof Sokołowski                        | Krzysztof Sokołowski, Arkadiusz Majstrak                    | 4:53                                        |
|                                             |                                             |                                             |                                                             | 41:47                                       |

## Pozycje na listach sprzedaży

### Pozycje na listach tygodniowych
| Kraj   | Lista (2022)  | Najwyższa pozycja |
| ------ | ------------- | ----------------- |
| Polska | OLiS – albumy | 1                 |

## Certyfikat
| Kraj          | Certyfikat  | Sprzedaż |
| ------------- | ----------- | -------- |
| Polska (ZPAV) | złota płyta | 15 000+  |

## Wyróżnienia
| Rok  | Konkurs        | Kategoria        | Rezultat  | Źr.    |
| ---- | -------------- | ---------------- | --------- | ------ |
| 2023 | Fryderyki 2023 | Album roku metal | Nominacja | [ 12 ] |